# Middlebox
Middlebox（ミドルボックス）は、伝送ポリシーを強制的に適用するためのインターネットの装置である。
これらの装置の例には、ファイアウォール、ネットワーク・アドレス変換器（アドレスファミリー内およびアドレスファミリー間の両方）、侵入検知システム (IDS) のシグネチャ管理、マルチメディア・バッファ管理を含んでいる。特に、UDPパケットがファイアウォールとNATを通過する必要がある場合に、ファイアウォールとNATは、インターネットで利用されているいろいろな通信プロトコルにおいて問題を引き起こす。
インターネット技術タスクフォース (IETF) は、これらの問題に対処できるプロトコルを標準化することに取り組んでいる。
文献“Solving the Middlebox Problem”において、3つの手法が議論されている：
1. MIDCOM MIBおよび/またはSimple Middlebox Control (SIMC) プロトコルを用いるコールエージェント
2. スマートMiddlebox:自動構成ファイアウォールモジュール
3. 経路結合シグナリングは、IETFが開発し標準化する予定である。これは、Next Steps in Signalling (NSIS) 作業部会由来のNSIS Transoprt Layer Protocol (NTLP) を含むであろう。